# 小島輝正
小島 輝正（こじま てるまさ、1920年1月27日 - 1987年5月5日）は、日本のフランス文学者、翻訳家、文芸評論家。

## 人物
父の任地札幌に生まれる。本籍地東京。東京府立高等学校から、1941年東京帝国大学仏文科をくりあげ卒業。仏印で貿易の仕事をするが敗戦で46年帰国。49年洛陽書院を興すがうまく行かず、50年神戸大学文理学部講師、55年助教授。『新日本文学』などに寄稿。64年教養部教授となり1983年定年退官、松蔭女子学院大学教授。1980年大阪文学協会理事長となり大阪文学学校の運営に携わり、織田作之助賞を創設。84年フランス政府よりパルム・アカデミー勲章を授与される。没後、大阪文学学校は小島輝正賞を創設した。
ルイ・アラゴンなどシュールレアリズム、ジャン＝ポール・サルトルの実存主義を紹介するほか春山行夫を論じるなどした。大門充（おおもんじゅう）は別名義。著作集全5巻がある。（著作集の年譜による）『小島輝正ノート』中尾務（浮游社、2001）がある。

## 著書
| 作品名                                                 | 出版社                 | 出版年月  | 共著者             |  |
| ------------------------------------------------------ | ---------------------- | --------- | ------------------ |  |
| 実存主義                                               | 三一書房（文芸思想史） | 1957      |                    |  |
| サルトル文学論                                         | 青木書院               | 1957      |                    |  |
| 西洋文学入門                                           | 青春出版社             | 1959      |                    |  |
| 女子学生への手紙                                       | 青春出版社(青春新書)   | 1959      | 清水正徳、田口寛治 |  |
| サルトルの文学 その理論と作品                          | ぺりかん社             | 1966      |                    |  |
| 年表世界の文学                                         | （編）創元社           | 1972      |                    |  |
| 文学への誘い 読書案内/ホメロスからソルジェニツィンまで | 文研出版               | 1973      |                    |  |
| アラゴン・シュルレアリスト                             | 蜘蛛出版社             | 1974      |                    |  |
| 春山行夫ノート                                         | 蜘蛛出版社             | 1980.11   |                    |  |
| ディアボロの歌                                         | 編集工房ノア           | 1984.3    |                    |  |
| 素顔の大学教師たち 小島輝正対談授業                    | 神戸新聞出版センター   | 1984.4    |                    |  |
| をんな学入門                                           | 冬鵲房                 | 1986.10   | 大門充共著         |  |
| 小島輝正著作集(全5巻)                                  | 小島輝正著作集刊行会   | 1988-1989 |                    |  |
| 関西地下文脈                                           | 葦書房                 | 1989.1    |                    |  |
| 始めからそこにいる人々                                 | 編集工房ノア           | 2000.1    |                    |  |

## 翻訳
- ハートの女王 マリア・ル・アルドゥーアン ダヴィッド社 1951
- 心は太陽にみちて シモオヌ・テリー ダヴィッド社 1953
- レ・コミュニスト 全10巻 ルイ・アラゴン 小場瀬卓三、安東次男共訳　三一書房 1954-1957
- 暗黒の青春 ピエール・クールタード 万里閣新社 1956
- ソヴェト文学論 アラゴン 大月書店 1956
- ゴーリキーの光 ルイ・アラゴン 世界文学大系 第49:筑摩書房 1960
- 聖週間 アラゴン 平凡社 1963
- 現象学的文学論 時間と小説 ジャン・プイヨン ぺりかん社 1966
- アニセ またはパノラマ アラゴン 白水社 1975
- ルイ・アラゴン詩集 土曜美術社 (世界現代詩文庫)  1984.5
- アラゴン、自らを語る ドミニック・アルバンとの対談 玄善允共訳 冨岡書房 1985.10
- 空があった　野口豊子詩集　境涯準備社　1986.9
- メロヴィング王朝史話 オーギュスタン・ティエリ 岩波文庫(上下) 1992